# وارطان بوستانجیان
وارطان بابکنی بوستانجیان (ارمنی: Վարդան Բաբկենի Բոստանջյան؛ زادهٔ ۹ سپتامبر ۱۹۴۹ - درگذشته ۱۷ اوت ۲۰۲۵) یک استاد دانشگاه، اقتصاددان و سیاستمدار اهل ارمنستان بود که از تاریخ ۱۹۹۹ تا تاریخ ۲۰۰۳ سمت نمایندگی دوره دوم مجلس ملی جمهوری ارمنستان و بار دیگر از تاریخ ۲۰۰۷ تا تاریخ ۲۰۱۲ سمت نمایندگی دوره چهارم را برعهده داشت.

## زندگی‌نامه
در ۹ سپتامبر ۱۹۴۹ در ایروان به دنیا آمد و از دانشگاه ملی پلی‌تکنیک ارمنستان و دانشگاه دولتی ایروان فارغ‌التحصیل شد. وی همچنین برنده مدال قدردانی شده‌است. وی در ۱۷ اوت ۲۰۲۵ در سن ۷۵ سالگی در ایروان درگذشت.